# Цвелое (Пятихатский район)
Цвелое (укр. Цвіле) — село,
Холодиевский сельский совет,
Пятихатский район,
Днепропетровская область,
Украина.
Код КОАТУУ — 1224588007. Население по переписи 2001 года составляло 126 человек .

## Географическое положение
Село Цвелое находится на расстоянии в 0,5 км от села Яковлевка.
По селу протекает пересыхающий ручей с запрудой.